# فوكوكا برودكاستين كوربورشن
فوكوكا برودكاستين كوربورشن (株式会社福岡放送 Kabushiki Gaisha Fukuoka Hōsō، FBS)هي محطة تلفزيونية يابانية التابعة لشبكة أخبار نيبون (إن إن إن) و Nippon Television Network  (إن إن إس) في فوكوكا، كيوشو في اليابان. هذه المحطة تبث برامج في جميع أنحاء محافظة فوكوكا وكذلك معظم محافظة ساغا.

## القناة

### المحطة الرئيسية
- فوكوكا قناة 32 (رقمية) قناة 37(أنالوغ)

#### جنبا إلى جنب المكتب
- هاكى ق 37(أ)
- كيتاكيوشو ق 32(ر) ق 35(أ)
- كورومي ق 21(ر) ق 52(أ)
- موناكاتا ق 20 (ر)
- أوموتا ق 21 (ر) ق 43(أ)
- يوكوهاشي ق 32 (ر) ق 43(أ)

## البرنامج
- Mentai Waido (めんたいワイド Mentai waido؟) (めんたいワイド، Mentai waido؟)
- Night Shuffle (ナイトシャッフル Naito shaffuru؟) (ナイトシャッフル، Naito shaffuru؟)
- Warera Tsuri King (我ら釣キング lit; We are fishing king؟) (我ら釣キング، lit; We are fishing king؟)
- Yume kūkan sports (夢空間スポーツ Yume kūkan supōtsu, abbr;YUMESPO؟) (夢空間スポーツ، Yume kūkan supōtsu, abbr;YUMESPO؟)